# Gao Zhisheng
Gao Zhisheng (chinês: 高智晟, nascido em 1966) é um advogado chinês militante na defesa dos direitos humanos e dissidente político conhecido por defender ativistas políticos e minorias religiosas. Em virtude do seu trabalho, Zhisheng teve sua autorização para advogar suspensa e foi preso pela Rep. Popular da China. Seu compromisso em defender seus clientes foi influenciado por suas crenças cristãs e seus princípios baseados na moralidade e na compaixão. Foi indicado várias vezes para concorrer ao Prêmio Nobel da Paz. Ele se encontra desaparecido desde 2009.

## Juventude e educação
Gao nasceu e cresceu em uma família pobre da Província de Shaanxi, onde viveu junto com seus seis irmãos; seu pai morreu quando tinha 40 anos de idade. Nessa época, ele trabalhou em uma mina de carvão.
Como não tinha condições de estudar em virtude da árdua jornade de trabalho nas minas de carvão da China, praticamente foi um autodidata em relação ao ensino fundamental. Depois, com a ajuda de um tio, pode se matricular em uma escola de ensino médio. Após concluir o ensino básico, ingressou no Exército Chinês e, em seguida, se filiou ao Partido Comunista Chinês.
Despois de ter deixado o Exército Chinês, ele se tornou um vendedor de alimentos. Em 1991, inspirado por um artigo de jornal que mencionava um plano de Deng Xiaoping: formar 150.000 novos advogados e desenvolver o sistema jurídico da República Popular da China, ele ingressou no curso de Direito da Renmin University. Em 1995, ele foi aprovado pelo exame da Associação Chinesa de Advogados.
Em 2001, o Ministério da Justiça chinês elegeu Gao Zhisheng como um dez melhores advogados da China, por seu trabalho em defesa das vítimas de erro médico do sistema de saúde local e por sua luta por uma indenização justa para os proprietários de terra desapropriados pelo Governo Chinês.
Após esses fatos, Gao passou a defender membros da Falun Gong, crença religiosa perseguida oficialmente pelo Governo. Em virtude disso, Gao Zhisheng decidiu se desfiliar do Partido Comunista Chinês.

## Perseguições e Desaparecimentos
Em 15 de Agosto de 2006, depois de inúmeras ameaças de morte, Gao desaparece enquanto visitava a família de sua irmã. Em 21 de Setembro de 2006, ele estava oficialmente preso. Em 22 de Dezembro de 2006, Gao foi culpado de "subversão", e foi sentenciado a três anos de prisão, pena suspensa. A condenação judicial também o privava por um ano de seus direitos políticos – liberdade de falar ou escrever contra o Governo.
Ele tinha publicamente confessado diversos crimes políticos. Após sua libertação, Gao rejeitou sua confissão, informando que havia sido torturado durante 54 dias
Em 2007, ele publicou um livro de memórias em inglês chamado A China More Just (em tradução livre, Uma China mais justa).
Em 22 de Setembro de 2007, após escrever cartas abertas a autoridades governamentais pedindo um boicote aos Jogos Olímpicos de Pequim, ele fica detido em prisão domiciliar.
Em Fevereiro de 2009, Gao foi interrogado por agentes chineses de segurança e permaneceu desaparecido até março de 2010 quando ele contacta a família. Em janeiro de 2009, a esposa de Gao e seus filhos escapam da China com a ajuda de membros das religiões perseguidas pelo Governo Chinês.
Mesmo sem prestarem quaisquer informações sobre seu paradeiro e estado de saúde, em 16 de dezembro de 2011, autoridades judiciárias chinesas condenaram Gao Zhisheng a três anos de prisão.
Na véspera do Natal de 2011, a esposa do ativista, a cidadã Geng he, exilada nos Estados Unidos desde o início de 2009 com os dois filhos do casal, iniciou uma campanha para saber o paradeiro de seu marido, visto que as autoridades chineses pouco informam devido a falta de transparência do Poder Judiciário chinês.